# 斯波爾丁 (伊利諾伊州)
斯波爾丁（英語：Spaulding）是位於美國伊利諾伊州桑加蒙縣的一個村落。

## 地理
斯波爾丁的座標為39°51′55″N 89°32′30″W / 39.86528°N 89.54167°W，而該地最高點為海拔高度177米（即581英尺）。

## 人口
根據2010年美國人口普查的數據，斯波爾丁的面積為2.05平方千米，當中陸地面積為2.05平方千米，而水域面積為0.00平方千米。當地共有人口873人，而人口密度為每平方千米425人。